# Demo, l'Acchiappatalenti
(tagline del programma)

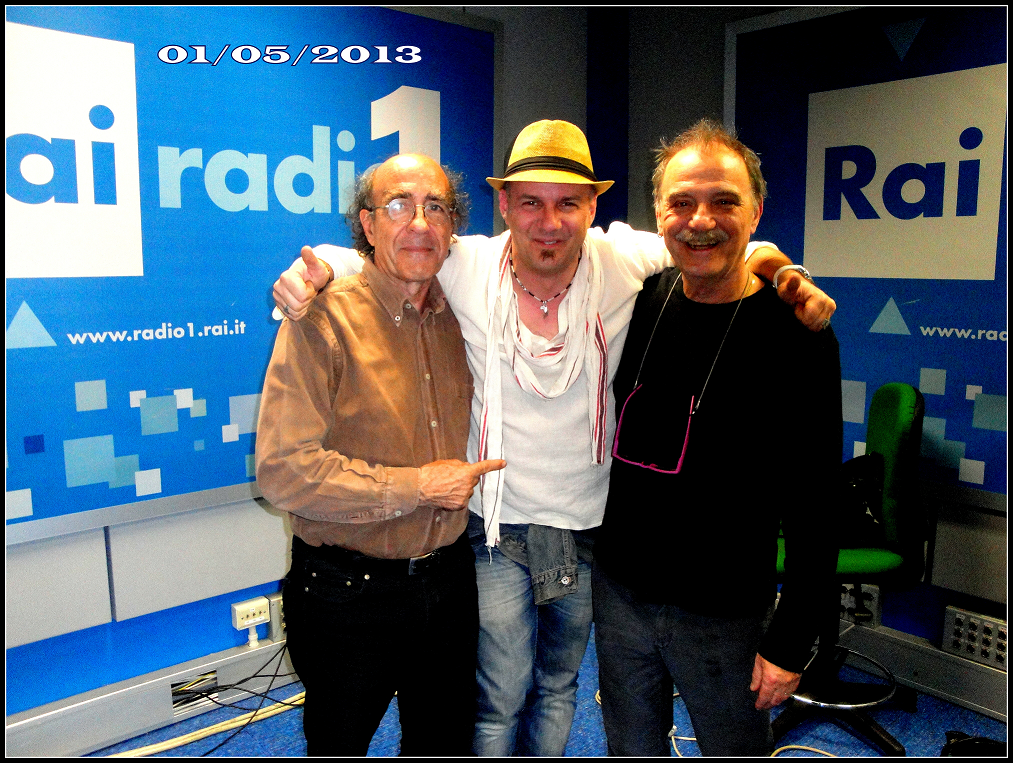
Renato Marengo e Michael Pergolani con Max Arduini, cantautore più volte partecipe della trasmissione (2013)

Demo, l'Acchiappatalenti è stato un popolare programma radiofonico di Radio 1, ideato e condotto da Michael Pergolani e Renato Marengo, che aveva l'obiettivo di scoprire e promuovere nuovi talenti musicali.
L'obiettivo dei due conduttori - già autori per Rai Radio 1 di programmi a contenuto musicale, come Song 'e Napule (1998 - 2000), Strawberry fields - gli straordinari anni dei Beatles (ottobre 2000 / gennaio 2001) e Message in a Bottle, una storia del rock (marzo 2001 / gennaio 2002) - era quello di dare voce, attraverso il principale canale radiofonico nazionale, ad artisti emergenti o sconosciuti, in ogni caso non appartenenti ai circuiti delle grandi case discografiche. Non si trattava di garantire direttamente successo e fama, quanto di offrire un percorso verso la possibilità di fare della propria musica un lavoro, attraverso la visibilità derivante dalla messa in onda su Radio 1.
Le puntate, curate da Gian Maurizio Foderaro e trasmesse in diretta dagli studi Rai di Saxa Rubra in Roma tra le 23:10 e le 23:25, consistevano nella messa in onda e commento di cinque o sei brani tratti da Demo autoprodotti e inviati alla redazione. A queste si alternavano puntate periodiche speciali “Demo in concert”, dedicate ad un artista o gruppo che aveva maggiormente colpito i conduttori, il quale veniva invitato ad esibirsi in un live in studio.
Si poteva partecipare all'iniziativa inviando il proprio demo, ma era indispensabile che fosse autoprodotto e contenesse musiche e testi originali. I Demo venivano ascoltati da un apposito gruppo anonimo, formato da sei o sette volontari appassionati, al fine di operare una prima scelta di brani. Dopodiché intervenivano gli autori del programma, per decidere quali brani sarebbero andati in onda ed eventualmente segnalati nelle classifiche stilate sul sito internet della trasmissione. Si voleva, in tale modo, approntare una selezione basata esclusivamente sulla qualità della musica inviata.
Nel sito internet del programma, infatti, vi erano le sezioni The best of Demo, contenente i brani maggiormente votati dal pubblico e Demo’s Top Ten, contenente dieci brani tra i più graditi della settimana votati da una giuria di giornalisti e “addetti ai lavori”. Nel corso della sua attività, accanto alla programmazione quotidiana, la trasmissione ha organizzato i "Demofest", manifestazioni di concerti live in varie parti d'Italia per promuovere i migliori artisti e gruppi trasmessi nell'ultima stagione: il Lamezia Demofest, ad esempio, si è tenuto nel periodo estivo per sei edizioni (dal 2005 al 2011) a Lamezia Terme e Catanzaro.
Nell'ambito di tali manifestazioni, strutturate come vere e proprie competizioni con turni eliminatori e finali, venivano assegnati vari premi da giurie appositamente nominate: Giancarlo Passarella è stato il presidente delle giurie degli anni di questi eventi, classificati con la sigla di Demo on Tour. Tra le più importanti si possono citare il DEMO Award al migliore artista / gruppo della stagione e il DEMO 4 Indies all'etichetta discografica indipendente più meritevole, assegnati durante la partecipazione della trasmissione al Meeting Etichette indipendenti di Faenza., nonché il DEMO Jazz Award, dedicato alla migliore formazione jazz, il DEMO'S Lady Award, dedicato alla migliore artista femminile e il DEMO'S best song, assegnato alla migliore canzone. I vincitori venivano invitati ad esibirsi nelle puntate speciali "Demo in concert".
Tra i gruppi insigniti del DEMO Award vi è La Fame di Camilla, che ha ricevuto il premio nell'ambito della stagione 2008.
Sono state pubblicate inoltre numerose compilation "The Best Of Demo", contenenti i migliori brani trasmessi dal programma.
La prima puntata è andata in onda il 18.01.2002. La sigla di apertura, scritta e cantata dalla band Polifemo, è rimasta invariata negli anni:
(sigla di apertura)
Come sigla di chiusura veniva scelto invece, di volta in volta, uno dei demo trasmessi, preceduto dalla lettura di un aforisma semiserio da parte di Michael Pergolani. La prima sigla di chiusura è stata Se vuoi posso cambiare degli Staticodinamico di Caserta.
Durante il periodo estivo andava in onda la versione "Summer Demo", nel cui ambito venivano trasmesse talvolta repliche di puntate già andate in onda.
Il 17 marzo 2004, in occasione della cinquecentesima puntata del programma, è stata organizzata una festa all'hotel The Place di Roma, cui hanno partecipato gli autori e lo staff e durante la quale si sono esibiti numerosi artisti scoperti da DEMO, tra cui Eden, A 67, Awa e Bludinvidia.
Il 21, 22, 23 luglio 2006 oltre settantamila persone hanno seguito a Lamezia Terme la tre giorni del Lamezia Demofest, finale nazionale del programma di Radio 1 Rai Demo,
Radio 1 Rai - Rai International, e prima edizione del "Lamezia Mei Sud" in gemellaggio con il Mei di Faenza. Sul palco oltre trenta giovani band,  tra cui i Noema di Milano, i Capatosta di Napoli, gli Applescruffs di Palermo, il cosentino Cataldo Perri, The Mirrors di Milano, e numerosi big come Teresa De Sio con Raiz e Toquinho.
Venerdì 01 aprile 2011 il programma ha raggiunto il traguardo delle 3000 puntate trasmesse. Per l'occasione è stata realizzata una puntata celebrativa speciale, "Demo 3000", andata in onda alle 21.00 della sera stessa dalla Sala A di Via Asiago in Roma, che ha visto come ospiti Niccolò Fabi, Ron, Teresa De Sio, Francesca Schiavo e Paolo Belli, e in cui si sono esibiti, tra gli altri, i vincitori dei vari premi organizzati dalla trasmissione sul territorio nazionale.
Il 06 luglio 2012, in occasione del decennale della trasmissione, è andata in onda differita un'altra puntata speciale, intitolata "Demoten, Ritorno al futuro", che ha visto come ospiti, tra gli altri, Simone Cristicchi e Peppe Servillo.
Il 03 aprile 2013 è stata introdotta all'interno della trasmissione la rubrica "DemoPress", con l'intento di dare voce alle scelte dei critici musicali dei quotidiani e della stampa specializzata locale. Un critico veniva invitato a presentare in trasmissione, in collegamento telefonico con i conduttori, un demo inviatogli da un artista emergente, spiegando le ragioni della propria scelta. L'obiettivo era quello di dare ad artisti esordienti, giudicati tra i migliori da tali esperti esterni, la possibilità non solo di andare in onda su Radio 1, ma anche di ottenere attenzione e visibilità dai critici dei giornali della propria città.
Demo ha inoltre, a più riprese, manifestato interesse nei confronti dei detenuti delle carceri italiane e la musica da essi prodotta. Il 29 luglio 2013, in collaborazione con il Provveditore regionale dell'amministrazione Penitenziaria della Toscana, la trasmissione ha organizzato un "Jailhouse Tour" nelle carceri della toscana, al fine di sensibilizzare l'opinione pubblica sui problemi relativi alle carceri italiane (sovraffollamento, carenza di alimenti, condizioni di vita). Il tour si è aperto con l'esibizione, tra gli altri, di alcuni artisti, scoperti dal programma, dinanzi ai detenuti del carcere di Sollicciano. Il programma non era nuovo a questo tipo di iniziative, avendo già ospitato nel 2005 la Home band del carcere di Rebibbia "Presi per caso" Archiviato il 25 febbraio 2020 in Internet Archive..
L'esperienza si è ripetuta quando, l'8 novembre 2013, la puntata è stata dedicata ad un gruppo di ragazzi detenuti dell'istituto penale minorile G. Meucci di Firenze, che, nell'ambito del progetto di musica Rap e Hip hop "Pollicino", ha realizzato l'LP "Senza Ali", i cui brani sono stati mandati in onda Archiviato il 25 febbraio 2020 in Internet Archive..
Nonostante il buon successo di pubblico e critica, a dicembre 2013 è stata decisa la cancellazione del programma dal palinsesto di Radiorai: l'ultima puntata è andata in onda il 09.01.2014. Le modalità improvvise di soppressione del programma hanno suscitato critiche e polemiche da parte degli autori del programma, degli ascoltatori e degli appassionati, che hanno proposto iniziative e petizioni on - line volte a chiedere il ripristino della trasmissione.
In 12 anni di attività sono arrivati alla redazione del programma quasi 15 000 CD e sono state trasmesse le canzoni di 1 500 artisti.

## Alcuni cantanti e gruppi che hanno partecipato al programma
- Alessandra Parisi
- Angelica Lubian
- Bottega Retrò
- C.F.F. e il Nomade Venerabile
- Camillorè
- Carolina Da Siena
- Capatosta
- Daria Biancardi
- Debora Petrina
- Ella Liguori
- Erberomantiche
- Erica Mou
- Francesco Spaggiari
- Giacomo Schembari
- Gianluca Lalli
- Hotelpry
- Katres
- L'Orage
- Luca Vecchio
- Max Arduini
- Margherita Pirri
- Nathalie Giannitrapani
- Noema
- Piergiorgio Faraglia
- Piji Siciliani
- Peppa Marriti Band
- Pivirana
- Raffaella Daino
- Shotting Star
- Ucroniutopia
- Contrada CaipirosKa
- Vinvè
- Rocco De Stefano
- Enzo Caputo
- Stealth
- Serial Killer